# NGC 25
NGC 25 é uma galáxia lenticular barrada (E/SB0) localizada na direcção da constelação de Phoenix. Possui uma declinação de -57° 01' 13" e uma ascensão recta de 0 horas, 09 minutos e 59,3 segundos.
A galáxia NGC 25 foi descoberta em 28 de Outubro de 1834 por John Herschel.